# Krzysztof Woźniak (kierowca)
Krzysztof Woźniak (ur. 1956, zm. 19 czerwca 1996 w Kielcach) – polski kierowca wyścigowy.

## Biografia
W 1991 roku zadebiutował Estonią w WSMP w klasie E2. Ścigał się w barwach Automobilklubu Wielkopolskiego. Wygrał w tamtym sezonie wyścig w Toruniu i zajął trzecie miejsce na koniec sezonu, za Andrzejem Godulą i Arturem Skwarzyńskim. W sezonie 1993 zajął czwarte miejsce w Międzynarodowych WSMP oraz trzecie w klasie E2. W roku 1994 zmienił pojazd na Van Diemena RF93, ścigał się również Reynardem 883. Zdobył wówczas mistrzostwo klasy E-1600 (wygrane w Kielcach i dwa razy w Poznaniu) oraz tytuł w Międzynarodowych WSMP (dwa triumfy w Poznaniu). W sezonie 1995 jego sponsorem została firma Esso. Używał wtedy Van Diemena i Dallary. Wygrał jeden wyścig w klasie E-2000 oraz trzy w klasie E-1600 i zajął odpowiednio trzecie i czwarte miejsce w klasyfikacji. W 1996 roku rywalizował Dallarą F393 w barwach zespołu GPF Motorsport. Wygrał pierwszą rundę sezonu (Poznań).
14 czerwca 1996 roku, podczas treningów rozgrywanych na torze Kielce, uderzył w bandę przy prędkości 200 km/h, na skutek czego zmarł w szpitalu 19 czerwca.
Wraz z Jackiem Sadkiewiczem założył Polsko-Amerykańską Fundację Rozwoju Sportów Motorowych Grand Prix, mającą na celu promocję młodych kierowców wyścigowych. Fundacja wspierała m.in. rozwój kariery Jarosława Wierczuka.

## Wyniki w Polskiej Formule 3
| Legenda oznaczeń w tabelach wyników Wyświetl szablon na nowej stronie | Legenda oznaczeń w tabelach wyników Wyświetl szablon na nowej stronie                                                                     |
| Oznaczenie                                                            | Wyjaśnienie |
| --------------------------------------------------------------------- | --- |
| Złoty                                                                 | Zwycięzca lub mistrzostwo |
| Srebrny                                                               | 2. miejsce lub wicemistrzostwo |
| Brązowy                                                               | 3. miejsce lub II wicemistrzostwo |
| Zielony                                                               | Ukończył, punktował (w klasyfikacji generalnej, gdy zdobył co najmniej jeden punkt na przestrzeni sezonu, poza trzema powyższymi opcjami) |
| Niebieski                                                             | Ukończył, nie punktował (w klasyfikacji generalnej, gdy nie zdobył co najmniej jednego punktu na przestrzeni sezonu)                      |
| Czerwony                                                              | Nie zakwalifikował się (NZ) |
| Czerwony                                                              | Nie prekwalifikował się (NPK) |
| Różowy                                                                | Nie ukończył (NU) |
| Różowy                                                                | Niesklasyfikowany (NS) (w klasyfikacji generalnej, gdy nie został sklasyfikowany w żadnym wyścigu sezonu)                                 |
| Czarny                                                                | Zdyskwalifikowany (DK) |
| Czarny                                                                | Wykluczony (WYK/EX) |
| Biały                                                                 | Nie wystartował (NW) |
| Biały                                                                 | Kontuzjowany (K/INJ) |
| Biały                                                                 | Wyścig odwołany (OD/C) |
| Bez koloru                                                            | Został wycofany (WYC/WD) |
| Bez koloru                                                            | Nie przybył (NP/DNA) |
| Bez koloru                                                            | Nie brał udziału w treningach (NT/DNP) |
| Bez koloru                                                            | Nie został zgłoszony (–) |
| Pogrubienie                                                           | Start z pole position |
| Kursywa                                                               | Najszybsze okrążenie wyścigu |
| †                                                                     | Nie ukończył, ale jego rezultat został zaliczony ze względu na przejechanie więcej niż 90% dystansu wyścigu.                              |
| *                                                                     | Sezon w trakcie |
| 1/2/3                                                                 | Punktowana pozycja w sprincie kwalifikacyjnym                                                                                             |
| Lista systemów punktacji Formuły 1                                    | |

| Rok  | Zespół                     | Samochód        | Silnik     | Wyniki w poszczególnych eliminacjach | Wyniki w poszczególnych eliminacjach | Wyniki w poszczególnych eliminacjach | Wyniki w poszczególnych eliminacjach | Wyniki w poszczególnych eliminacjach | Wyniki w poszczególnych eliminacjach | Wyniki w poszczególnych eliminacjach | Pkt. | Msc. |
| ---- | -------------------------- | --------------- | ---------- | ------------------------------------ | ------------------------------------ | ------------------------------------ | ------------------------------------ | ------------------------------------ | ------------------------------------ | ------------------------------------ | ---- | ---- |
| 1995 |                            |                 |            | Polska                               | Polska                               | Polska                               | Polska                               | Polska                               | Polska                               | Polska                               | 60   | 3    |
| 1995 | Automobilklub Wielkopolski | Dallara F393    | Fiat       | 4                                    | 1                                    | -                                    | -                                    | -                                    | -                                    | -                                    | 60   | 3    |
| 1995 | Esso                       | Van Diemen RF92 | Volkswagen | -                                    | -                                    | 2                                    | 2                                    | -                                    | DK                                   | NU                                   | 60   | 3    |
| 1996 |                            |                 |            | Polska                               | Polska                               | Polska                               | Polska                               | Polska                               | Polska                               |                                      | 20   | 10   |
| 1996 | GPF Motorsport             | Dallara F393    | Fiat       | 1                                    | -                                    | -                                    | -                                    | -                                    | -                                    |                                      | 20   | 10   |